# Журавка (притока Удаю)
Журавка — річка в Україні, у Варвинському районі Чернігівської області. Ліва притока Удаю (басейн Дніпра).

## Опис
Довжина річки 17 км, похил річки — 3,0 м/км. Площа басейну 67,3 км².

## Розташування
Бере початок на південному сході від Рубанів. Тече переважно на північний захід через села Богдани, Сіриків, Журавку і впадає у річку Удай, праву притоку Сули. 
Річку перетинає автомобільна дорога Т 2530.